# Ирина Кантакузина
Ири́на Кантакузи́на (около 1400 — 2/3 мая 1457) — дочь Дмитрия I, деспота Мореи, сына Матфея, императора Византии, и внука Иоанна VI, императора Византии. С 26 декабря 1414 года жена сербского деспота Георгия I Бранковича (около 1375 — 1456).
По словам сербских летописцев, отличалась скупостью и сребролюбием. Распродав в 1438 году все съестные припасы, бывшие в городе Смедерево, она ускорила взятие этого города султаном Мурадом II, который пленил двух её сыновей, Григория и Стефана, а Георгий Бранкович бежал в Венгрию и в 1443 году при помощи Гуниада выгнал турок из своих владений.
Умерла монахиней. Возможно, была отравлена своим младшим сыном Лазарем (ум. 1458).